# Sphagnum imbricatum
Sphagnum imbricatum là một loài rêu trong họ Sphagnaceae. Loài này được Hornsch. ex Russow mô tả khoa học đầu tiên năm 1865.